# Hallermann-Streiff-Syndrom
Das Hallermann-Streiff-Syndrom (kurz HSS, andere Bezeichnungen: Vogelkrankheit, Hallermann-Streiff-François-Syndrom, engl.: Oculomandibulodyscephaly with hypotrichosis, Oculomandibulofacial Syndrome) ist ein seltenes, sporadisch auftretendes  Fehlbildungssyndrom beim Menschen. In der Literatur sind nur etwa einhundert Fälle beschrieben. Es gibt aber auch Berichte über familiäre Häufigkeit.
Betroffene Menschen weisen unter anderem einen proportionierten Kleinwuchs, eine besondere Gesichtsform mit einer sehr kleinen, schnabelartig gebogenen Nase und einem kleinen Unterkiefer (Mikrognathie), angeborene  Augenfehlbildung mit zu kleinem Augapfel (Mikrophthalmie) und Trübung der Linsen (Angeborene Katarakt) sowie schütteres Haar auf.
Die Zunge von Menschen mit HSS entwickelt sich meist zu einer üblichen Größe, so dass sie im Verhältnis zum kleinen Körper unproportional groß ist. Dies führt oftmals zu Problemen bei der Nahrungsaufnahme und beim Atmen. Aufgrund der fehlgebildeten Augen tritt eine meist starke Sehbehinderung oder sogar Blindheit auf. Mit dem HSS kann eine kognitive Behinderung einhergehen.
Die genetische Ursache des HSS ist nicht bekannt. Aufgrund der Seltenheit des HSS bestehen wissenschaftliche Studien zu diesem Thema meist aus Vergleichen von Einzelfällen.
Betroffene besitzen oft auch Wormsche Knochen.
Die Krankheit wurde nach den beiden Augenärzten Wilhelm Hallermann (1909–2005) und Enrico Bernardo Streiff (1908–1988) benannt.